# Saint-Jean-de-la-Blaquière
Saint-Jean-de-la-Blaquière là một xã thuộc tỉnh Hérault trong vùng Occitanie phía nam nước Pháp.